# 시티홀 (드라마)
《시티홀》(City Hall)은 2009년 4월 29일부터 2009년 7월 2일까지 방송된 SBS 수목 드라마이다.
본 드라마는 비현실적인 플롯 때문에 2009년 12월 열린 제 22회 한국방송작가상 드라마 부문 최종 후보에서 탈락한 이력이 있으며,
또한 차승원이 맡았던 조국 역은 당초 류시원이 낙점됐으나 이런저런 사정 때문에 좌절됐으며 차승원은 2003년 KBS 2TV 주말 드라마 《보디가드》이후 해당 작품으로 안방극장에 돌아왔는데 2000년 월화 드라마 《맛을 보여드립니다》 이후 9년 만에 SBS 드라마 복귀를 했다.
한편, 협찬사나 해당 브랜드를 인지 가능한 상태로 반복 노출하거나, 비속어와 욕설 등을 방송하여 방송통신심의위원회로부터 '경고' 조치를 받았다.

## 등장 인물

### 주요 인물
- 김선아 : 신미래 역 - 인주시청 10급 공무원 → 인주시장(무소속)
- 차승원 : 조국 역 (어린 시절 채건) - 現 인주시청 부시장 → 국회의원(무소속 → 정화당) → 대통령 후보자(무소속). 행시와 사시를 동시에 패스한 천재 관료이자 대한민국 대통령이 되겠다는 야심을 품고 사는 남자
- 추상미 : 민주화 역 - 現 인주시 시의회 시의원(승리당). 이정도의 아내이며 인주의 토착 기업인의 딸이다. 정치자금을 조성하기 위해 밴댕이 아가씨 대회를 고부실에게 제안. 목표는 오직 다시 인주시장을 공석으로 만드는 것
- 이형철 - 이정도 역 - 민주화의 남편. 인주시 4급 서기관(인주시청 문화관광국장) → 인주시장실 비서실장 → 인주시청 문화관광국장

### 그 외
- 윤세아 : 고고해 역 - 대한그룹 회장 딸. 조국의 약혼녀, 자신만이 조국의 퍼스트 레이디로 살게 될 것이라는 것도 조국에 대한 확신 자신에 대한 확신이 신념이 된 여자
- 이준혁 : 하수인 역 - 조국의 비서 → 실천주권당 대변인. 조국의 멘토인 BB가 심어 놓은 심복. 조국의 든든한 버팀목이자 무서운 감시자로 조국과 BB사이의 다리 역할을 함
- 정수영 : 정부미 역 - 미래친구, 인주시청 문화관광국 9급 공무원 → 인주시장실 비서실 직원 → 인주시장실 비서실장.. 미래의 초중고 동창. 애가 둘 인 억척 엄마
- 최일화 : 빅 브라더 역 - BB, 조국의 멘토. 前 국회 의장 최동규 [통일자주당], 한 때 유력한 차기 대권 주자였으나 모종의 이유로 인해 不 출마하였으며 자당의 대통령을 당선 시킨 뒤 대통령 취임식 당일에 정계 은퇴를 선언
- 차화연 : 조용희 역 - 조국의 친모. 짙은 화장 새빨간 매니큐어 아찔한 하이힐이 트레이드 마크이다 신경질 적이고 창백한 모습
- 박주아 : 유권자 역 - 신미래의 어머니. 인주중앙시장 젓갈 장사
- 김진성 : 조랑 역 - 조국의 입양아
- 최상훈 : 소유한 역 - 무양도지사(정화당), 도지사를 3선까지 해서 더 이상 출마할 수 없게 되어 총선에서 인주시 국회의원 후보로 출마
- 염동헌 : 고부실 역 - 前 인주시 재선 시장(승리당) → 시장직 사퇴
- 박태경 : 부정한 역 - 승리당 소속 인주시 3선 국회의원
- 권다현 : 봉선화 역- 민주화의 고등학교 후배. 민주화의 입김으로 '밴댕이 아가씨' 선발대회에 출전
- 류성현 : 변덕 역 - 인주시청 주민생활지원국장
- 신정근 : 지방세 역 - 인주시청 기획예산국장
- 임대일 : 문설주 역 - 인주시청 건설교통국장
- 강주형 : 맹해라 역 - 인주시청 부속실 9급 공무원
- 이재구 : 예산 역 - 인주시 부시장
- 김동균 : 박아첨 역 - 인주시장실 비서 실장 → 인주시 부시장 비서(?). 고부실의 먼 친척뻘로 고시장의 부임과 동시에 채용 됨
- 양재성 : 강태공 역 - 인주시 의회 의장(실천주권당). 최동규의 오랜 친구
- 이용이 : 경희할머니 역
- 김늘메 : 옥다방 고양이 역 - 치킨집 운영. 신미래의 조력자
- 문희서 : 제시카 알바 역 - 알바족. 신미래의 조력자
- 최대성 : 내방구석의 지우개 역 - 컴퓨터 전문가. 신미래의 조력자
- 김아랑 : 달려야하니 역 - 시민기자. 신미래의 조력자
- 김성오 : 파파라치 역
- 이상훈 : 정부미의 남편 역 - 신미래의 메신저
- 장원영
- 정병철 : 산부인과 의사 역
- 민준현 : 이직필 기자 역
- 이우진 : 형사 역
- 최정우 : 민유감 역 - 주화의 아버지. 승리당 인주시장 보궐선거 후보
- 권병길 : 안지성 역 - 정화당 인주시장 보궐선거 후보
- 정재진 : 김실천 역 - 실천주권당 인주시장 보궐선거 후보
- 최윤준
- 손종학
- 윤기원 : 신미래의 前 남자친구 역
- 하주희 : 신미래의 前 남자친구의 애인 역
- 탁재훈 : 닥터 한 역
- 홍지민 : 정마담 역
- 박성균 : 선거관리위원회 직원 역
- 김진호 : 박진감 역 - 인주시 의원

## 시청률
최저 시청률과 최고 시청률은 시청률 조사회사와 지역별로 시청률에 차이가 있을 수 있습니다.
| 2009년      | 2009년      | 2009년         | 2009년       | 2009년         | 2009년       |
| 회차        | 방송일      | TNmS 시청률    | TNmS 시청률  | AGB 시청률     | AGB 시청률   |
| 회차        | 방송일      | 대한민국(전국) | 서울(수도권) | 대한민국(전국) | 서울(수도권) |
| ----------- | ----------- | -------------- | ------------ | -------------- | ------------ |
| 제1회       | 4월 29일    | 13.9%          | 14.9%        | 13.8%          | 14.7%        |
| 제2회       | 4월 30일    | 14.6%          | 16.0%        | 14.5%          | 15.6%        |
| 제3회       | 5월 6일     | 15.3%          | 16.3%        | 14.9%          | 15.7%        |
| 제4회       | 5월 7일     | 16.7%          | 17.8%        | 16.4%          | 17.7%        |
| 제5회       | 5월 13일    | 14.6%          | 15.4%        | 15.1%          | 16.6%        |
| 제6회       | 5월 14일    | 16.4%          | 17.2%        | 15.8%          | 16.3%        |
| 제7회       | 5월 20일    | 15.3%          | 16.6%        | 15.2%          | 16.3%        |
| 제8회       | 5월 21일    | 17.8%          | 18.3%        | 17.0%          | 17.9%        |
| 제9회       | 5월 27일    | 15.5%          | 15.8%        | 15.2%          | 16.1%        |
| 제10회      | 5월 28일    | 16.9%          | 17.8%        | 15.3%          | 16.1%        |
| 제11회      | 6월 3일     | 16.7%          | 17.4%        | 16.1%          | 17.4%        |
| 제12회      | 6월 4일     | 16.8%          | 17.6%        | 15.8%          | 17.0%        |
| 제13회      | 6월 10일    | 17.0%          | 17.1%        | 17.3%          | 19.2%        |
| 제14회      | 6월 11일    | 16.4%          | 17.7%        | 16.4%          | 17.7%        |
| 제15회      | 6월 17일    | 16.7%          | 17.8%        | 15.6%          | 16.5%        |
| 제16회      | 6월 18일    | 17.4%          | 18.9%        | 15.5%          | 17.0%        |
| 제17회      | 6월 24일    | 18.0%          | 19.4%        | 16.4%          | 17.7%        |
| 제18회      | 6월 25일    | 18.3%          | 20.0%        | 16.7%          | 17.0%        |
| 제19회      | 7월 1일     | 17.6%          | 18.8%        | 16.5%          | 17.3%        |
| 제20회      | 7월 2일     | 19.6%          | 20.8%        | 18.7%          | 18.9%        |
| 평균 시청률 | 평균 시청률 | 16.6%          | 17.6%        | 15.9%          | 16.9%        |

## 가공의 등장물
- 무양도청
  - 경기도 양주시청이 모델이다.
- 무양도 인주시
  - 인주시청
  - 인주시의회
    - 인천광역시청이 모델이다.
- 인주경찰서[7]
- 선거
  - 기호1번 민유감
  - 기호2번 안지성
  - 기호4번 박전진
  - 기호5번 신미래(당선 확실)[8]
    - 득표율 47.5%로 신미래가 인주시장에 당선되었다.[9]
- 정당
  - 승리당
  - 정화당
  - 시민전진당
  - 통일자주당
  - 실천주권당

## 수상 내역
- 2009년 2009년 SBS 상반기 작품상 및 특별상 시상식 특별상 김은숙 작가
- 2009년 SBS 연기대상 10대 스타상, 드라마 스페셜 부문 여자 연기상 김선아
- 2009년 SBS 연기대상 10대 스타상, 드라마 스페셜 부문 남자 연기상 차승원